# Jimmy Crawford
Jimmy "Craw" Crawford (14. januar 1910 i Memphis, Tennessee – 28. januar 1980 i New York, USA) var en amerikansk jazztrommeslager.
Crawford har spillet med Dizzy Gillespie, Count Basie, Ella Fitzgerald, Benny Goodman, Bing Crosby og Frank Sinatra.
Buddy Rich og Paul Motian citerer Crawford som en af deres inspirationer. 